# دانشگاه جیمز کوک
دانشگاه جیمز کوک واقع در شهر تانزویل در کوئینزلند، در سال ۱۹۷۰ تأسیس شد. جیمز کوک دومین دانشگاه قدیمی کویینزلند و اولین دانشگاه کویینزلند شمالی می‌باشد. در حال حاضر بیش از ۲۰۰۰۰ دانشجو، حدود ۴۵۰۰ دانشجوی خارجی و ۴۳۳۷ کارمند دارد.
فضای اطراف دانشگاه اکوسیستم بسیار جالبی دارد. جنگل‌های بارانی و گرمسیری و حضور صخره‌های جلبکی معروف استرالیا کافی است که یک محیط منحصربه‌فرد را ایجاد و دانشجویان را از سراسر دنیا به خود جذب کند. به‌طور کلی مناطق کویینزلند شمالی، با طبیعت دیگر قسمت‌های استرالیا و حتی قسمت‌های دیگر جهان متفاوت است. «صخره‌های جلبکی» و «جنگل‌های بارانی» کویینزلند، به عنوان دو میراث ارزشمند طبیعی در جهان ثبت شده‌اند.
دانشگاه ۳ کمپس اصلی در شمال کویینزلند و یک کمپس در سنگاپور دارد. کمپس داگلاس یا تانزویل، کمپس اصلی جیمز کوک است که در حومه شهرک داگلاس در شمال کویینزلند قرار دارد. کمپس ۳۸۶ هکتار مساحت دارد. تانزویل در شمال کویینزلند سالانه میلیون‌ها نفر توریست را به خود جذب می‌کند.

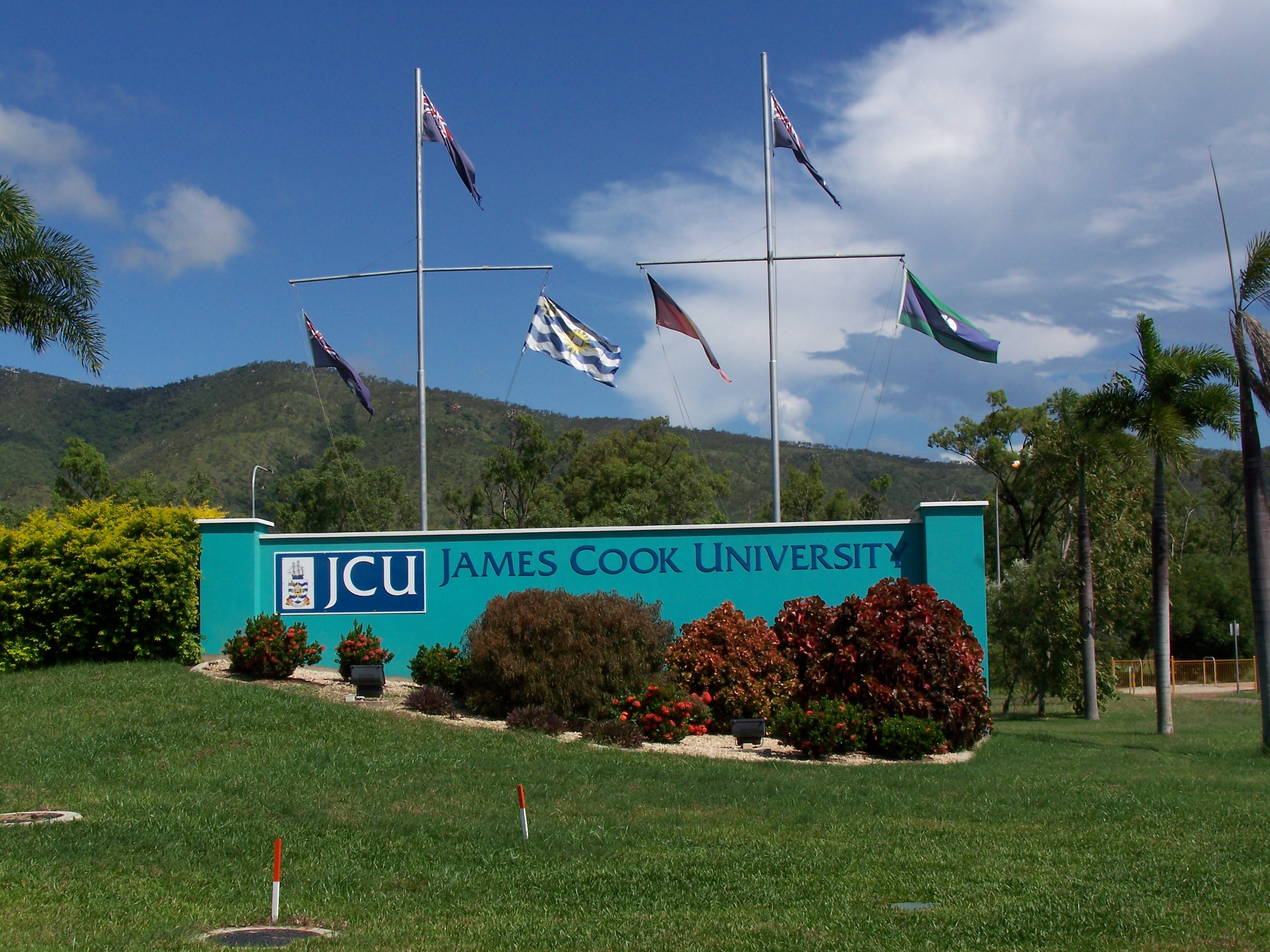
نماد دانشگاه جیمزکوک در تانزویل.

جیمزکوک بیش از ۲۰ مؤسسه تحقیقاتی معتبر دارد و هفتمین عضو دانشگاه‌های تحقیقاتی استرالیا می‌باشد. مهمترین زمینه‌های تحقیقاتی دانشگاه عبارتند از: علوم دریایی تنوع زیستی اکولوژی و محیط زیست نواحی گرمسیری، گرم شدن کره زمین، توریسم، پزشکی در نواحی گرمسیری، بهداشت عمومی و خدمات عمومی. جیمز کوک علاوه بر مراکز تحقیقاتی، ۵ ایستگاه تحقیقاتی نیز در نواحی کویینزلند شمالی دارد. نام آنها در زیر فهرست شده‌است:
ایستگاه تحقیقاتی جزایر اورفیوس
ایستگاه تحقیقاتی فچر ویو
ایستگاه تحقیقاتی کراما
ایستگاه تحقیقاتی جنگل‌های پالوما
ایستگاه تحقیقاتی کانوپی کرن استرالیا

## رتبه‌بندی
به‌طور کلی جیمز کوک شهرت خود از رشته‌های پزشکی، علوم آبی، ژنتیک، مهندسی و توریسم دارد. جیمزکوک یکی از بهترین دانشگاه‌های کویینزلند به‌شمار می‌آید و در سطح ملی استرالیا در رتبه ۱۷ قرار می‌گیرد. در رده‌بندی شانگهای ۲۰۰۸ نیز در میان ۴۰۰ دانشگاه برتر دنیا قرار گرفت.

## دانشکده‌ها
- دانشکده هنر، آموزش و پرورش و علوم اجتماعی:
- کالج آنتروپولوژی، باستان‌شناسی و علوم اجتماعی
- کالج جامعه‌شناسی
- کالج روانشناسی
- کالج مطالعات زنان و رفاه عمومی
- کالج آموزش و پرورش
- کالج خبرنگاری
- کالج مطالعات بومی استرالیا
- دانشکده حقوق، تجارت و هنرهای تجسمی:
- کالج حقوق
- کالج هنرهای تجسمی
- کالج تجارت
- دانشکده پزشکی، بهداشت و علوم ملکولی:
- کالج پزشکی نواحی گرمسیری
- کالج بهداشت منطقه ایی
- کالج پزشکی و دندانپزشکی
- کالج پرستاری، مامایی و تغذیه
- کالج داروسازی و علوم ملکولی
- کالج فیزیوتراپی و علوم توانبخشی
- کالج تربیت بدنی و علوم ورزشی
- کالج دامپزشکی و علوم بیومدیکال
- دانشکده علوم و مهندسی:
- کالج علوم زمین و محیط زیست
- کالج مهندسی و فیزیک
- کالج زیست مناطق گرمسیری و زیست‌شناسی